# Ede (Nigeria)
Ede es una ciudad del estado de Osun al suroeste de Nigeria. Se encuentra a lo largo del río Osun en un punto del ferrocarril de Lagos (180 km al suroeste) y en la intersección de las carreteras de Oshogbo, Ogbomosho, e Ife. 

## Historia
Ede es una de las ciudades más antiguas del pueblo Yoruba. El origen tradicional indica que fue fundada aproximadamente en 1500 por Timi Agbale, un cazador y señor de la guerra enviado por Alaafin Kori de Oyo (Katunga), capital del imperio Oyo, para establecer un asentamiento que protegiera las rutas de caravanas a Benín (204 km al sureste). 
Las ciudades cercanas son Awo, Iragberi y Oshogbo.
El Ede actual fue fundado por Timi Kubolaje Agbonran alrededor de 1817 junto con sus hermanos Oyefi, Ajenju, Arohanran y Oduniyi, todos descendientes de Lalemo. El antiguo poblado es conocido como Ede-Ile.

## Demografía
Presenta una predominante población musulmana que es cercana al 90%. Esto puede ser remontado al siglo XIX durante el reinado de Timi Abibu Lagunju como el rey de Ede, quién es probablemente el primer musulmán Oba en la zona Yoruba y estuvo en el trono unos cuantos años cuando en noviembre de 1857, el misionero baptista W.H. Clarke visitó Ede. Clarke lo registró así: "Este joven seguidor del Profeta (Mahoma), un tiempo después de tomar el cargo de gobernante de esta ciudad en el puesto de su difunto padre (Oduniyi), y trae con él a la oficina, la influencia de su nueva religión (Islam)."
El nombre del actual rey es Oba Munirudeen Adesola Lawal (Laminisa 1).